# 沃波羅哈沃卡 (亞利桑那州)
沃波羅哈沃卡（英語：Vopolo Havoka）是位於美國亞利桑那州皮馬縣的一個非建制地區。該地的面積和人口皆未知。

## 地理
沃波羅哈沃卡的座標為31°45′43″N 111°55′27″W / 31.76194°N 111.92417°W，而該地的平均海拔高度為673米（即2208英尺）。